# Melinda gibbosa
Melinda gibbosa este o specie de muște din genul Melinda, familia Calliphoridae, descrisă de Chen, Deng și Fan în anul 1992.
Este endemică în Sichuan. Conform Catalogue of Life specia Melinda gibbosa nu are subspecii cunoscute.